# Дембно (герб)
Де́мбно (пол. Dębno) — польский дворянский герб.

## Описание герба
Чрез всё поле червлёное крест серебряный; с левой стороны у его подножия ленкавица. В нашлемнике рога буйволовы, а между ними крест. Начало этого герба в половине XIII века..

## Герб используют
Арфинские (Arfinski), Артвинские (Artwinski), Бабянские (Babianski), Бабинские, Богуцкие (Bogucki), Бохотницкие (Bochotnicki), Бочарские (Boczarski), Боровицкие (Borowicki, Borowiecki), Цеминские (Cieminski), Чайки (Czajka), Чайковские (Czajkowski, Czaykowski), Чугаевские, Черминские (Czerminski), Чиминские (Czyminski), Демброд (Dembrod), Дравдзик (Drawdzik), Гемборжевские (Gemborzewski), Гловачи (Glowacz), Голянские (Golanski), Гологурские (Gologorski), Корейва (Корева, Korejwa, Koreywa), Кржентовские (Krzetowski), Кржижановские (Krzyzanowski), Кулиговские (Kuligowski), Надковские (Nadkowski, Natkowski), Носковские (Noskowski), Новодворские (Nowodworski), Збигнев из Олесницы епископ Краковский (z Olesnicy), Олесницкие (Olesnicki), Олейницкие (Oleynicki), Пекарские (Piekarski), Пиктурно (Pikturno), Потворовские (Potworowski), Позоровские, Позовские (Pozowski), Сененские (Sienienski, Sieninski), Скронские (Skronski), Старнавские (Starnawski), Стоевские (Stojewski, Stoiewski), Сулимовские (Sulimowski), Турские (Turski), Зыры (Zyra).
Дембно изм.Агриппы (Agryppa; герб Агриппа), Кржижановские (Krzyzanowski).